# Florida Ridge, Florida
Florida Ridge är en ort (CDP) i Indian River County, i delstaten Florida, USA. Enligt United States Census Bureau har orten en folkmängd på 18 164 invånare (2010) och en landarea på 27,9 km².